# DamNation (documental)
DamNation (2014) es un documental dirigido por Ben Knight y Travis Rummel. Es una película documental sobre el cambio de actitud en los Estados Unidos con respecto al gran sistema de represas de ese país.
La película fue producida por Patagonia Inc. (marca de ropa sostenible), y publicada el 10 de marzo de 2014. Las versiones en Blu-ray y DVD también se lanzaron en 2014.
DamNation relata la historia del desarrollo hidroeléctrico en Estados Unidos, considerando los millares de represas que fueron construidas en un lapso aproximado de 70 años, retratando el costo que esto implicó en términos ecológicos, sociales y culturales.
La película toma un punto de vista explícito en apoyo a la estrategia ambiental emergente de remoción de represas como una forma de restaurar los ecosistemas fluviales.

## Premios y reconocimientos
- "Documentary Spotlight" (premio del público) en South by Southwest (SXSW Film Festival), 2014.[8][4]
- Ganador, 2014 “Premio Documental de Defensa Ambiental”, Environmental Film Festival in the Nation's Capital.[9][3]
- Selección oficial, Full Frame Documentary Film Festival.[2]
- Selección oficial, Seattle International Film Festival.[2]